# Костел і монастир кармелітів взутих в Топорищі
Костел Святої Діви і Мучениці Теклі та монастир кармелітів взутих (пол. Klasztor OO. karmelitów trzewiczkowych w Toporzyszczu i kościół pw. Świętej Tekli Panny i Męczennicy) — римо-католицький храм та монастир в Топорищах, пам'ятка традиційної дерев'яної архітектури Полісся XVIII сторіччя з елементами стилю бароко. Після касати монастиря у 1832 році російська влада передала будівлю костелу Православній Церкві. Новий дерев'яний костел Святої Теклі був збудований 1844 року і знищений ідеологами комунізму у 1940-х роках, одразу після війни, в рамках російської політики войовничого атеїзму та етноциду щодо поляків. Культурний і духовний осередок поляків та українських і білоруських католиків, а також частини чеських та німецьких колоністів на півночі Житомирського повіту у XVIII, XIX та першій чверті XX сторіччя, а також частини колишніх греко-католиків, які не захотіли приєднатись до Православної російської церкви після ліквідації Греко-католицької церкви у 1839 році на теренах Російської Імперії.

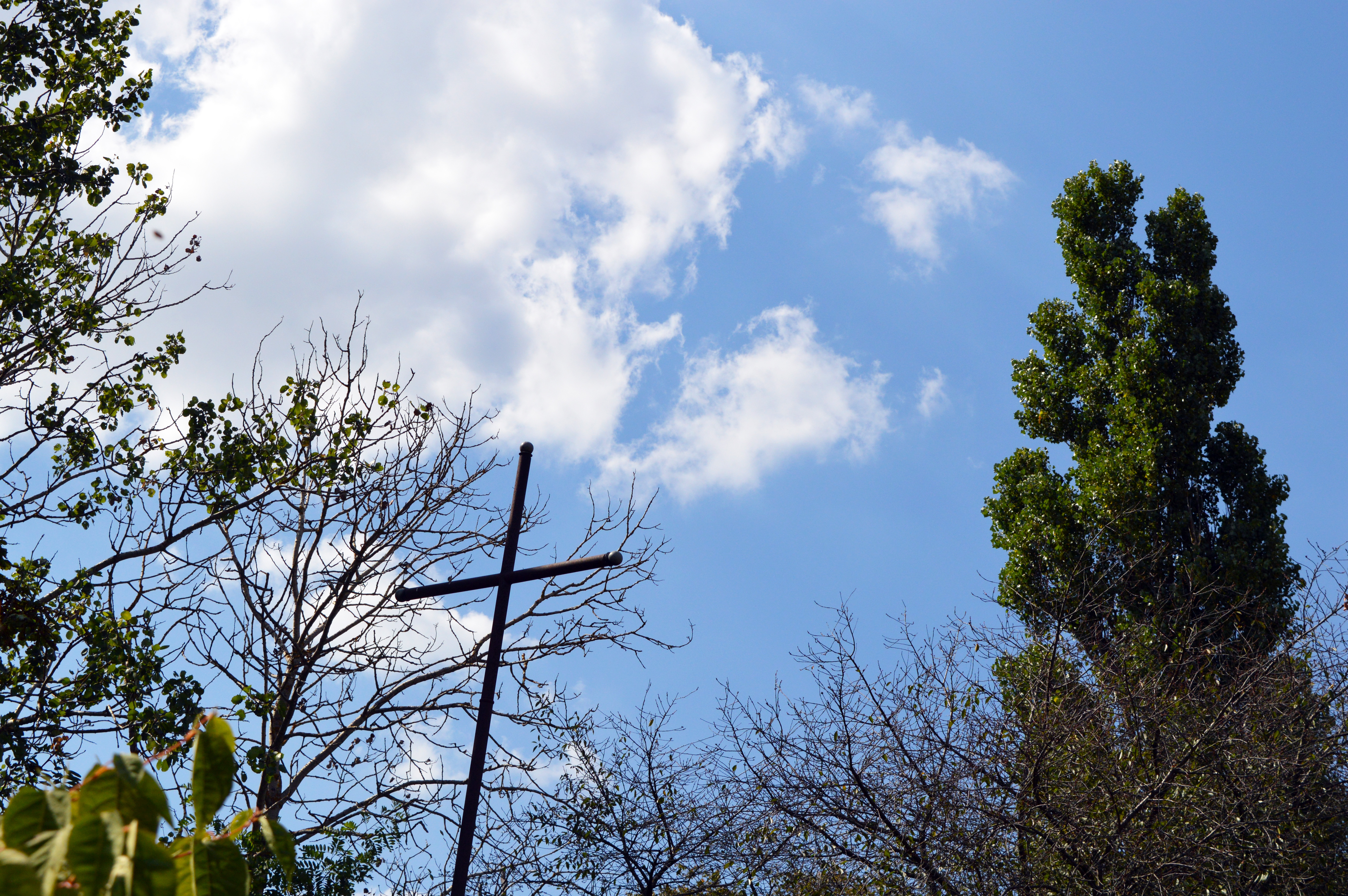
Католицький цвинтар біля місця, де знаходився новий костел Святої Теклі збудований 1844 року

## Архітектура
Прямокутний в плані невеликий костел традиційної дерев'яної архітектури з трьома навами, розділеними рядами дерев'яних колон, з трьома вівтарями та хорами для органу. Пошальовані зовнішні стіни та дах критий ґонтом.  

## Історія

#### Діяльність
З 1 січня 1804 року монастир ордену кармелітів взутих у Топорищі сплачував щорічні грошові внески зі свого фундушу на утримання парафіяльного училища при монастирі, де могли навчатись діти з навколишніх сіл.

#### Особливий кармелітський рит
Брати кармеліти, які перебували в Топорищах, мали особливий варіант паризько-римського риту — літургійного обряду, званого теж єрусалимським і несхожого на звичний обряд богослужіння в римо-католицькій церкві. Цей обряд богослужіння орден кармелітів перейняв зі Святої Землі під час свого перебування на горі Кармель. Після прибуття до Європи брати кармеліти не втратили свій обряд, зберігши його й після Тридентського собору та реформ ордену, завдяки яким повстало відгалуження кармелітів босих, що прийняли римський літургійний обряд, кармеліти взуті провадили ж свої богослужіння у єрусалимському літургійному обряді аж до 1969 року, а в Топорищах кармелітський рит [Архівовано 12 жовтня 2020 у Wayback Machine.] використовувався до касати кляштору в 1832 році і переведення монахів до інших кармелітських монастирів.  

#### Пріори монастиря
Настоятелями кляштору кармелітів в Топорищах були: 
- брат Анґелус Вільчатинський — з 1789 р., в 1798 настоятель в Аннополі.
- брат Йоаннес Ясьліковський — 1795 - 1801 рр.
- брат Йозефус Чарнецький —  1801 - 1805 рр.
- брат Анґелінус Домбровський — 1805 - 1806 рр.
- брат Йоаннес Ясьліковський — 1807 - 1812 рр.
- брат Ґерардус Козловський — 1812 - щонайменше до 1814 р.
- брат Вацлав Борисєвіч — 1816 - 1820 рр.
- брат Лео Буйвід — 1821 - 1823 рр.
- брат Боніфаціус Іздебський — 1823 - 1825 рр.
- брат Антоніус Риковський — 1825 - 1831 рр.
- брат Бальтазар Серафіновіч — 1831 - 1832 рр.

#### Монахи кармеліти
- брат Спірідіон Нужинський згадується у 1792 - 1793 роках
- брат Йоаннес Ясьліковський згадується з 1793 року
- брат Бартоломеус Фухсгоффер з 1797 року
- брат Фелікс Ольшовський згадується як прокуратор кляштору з 1799 року, також згаданий 1823 року
- брат Рафаель Янковський з 1801 року
- отець Вінценти Домбровський з 1802 року
- брат Норбертус згадується в 1802 році
- брат Анастасіус Виговський з 1805 року
- брат Таддеус Боссаковський з 1811 року
- брат Ґреґоріус Єнджейовський з 1814 року
- брат Альбінус Марцінкєвіч з 1814 року
- брат Ауґустінус з 1815 року
- брат Тимотеус Ґадомський з 1815 року
- брат Бертольд Богушевський з 1816 року
- брат Каролус Естерлінґ з 1820 року
- брат Станіслаус Ярузальський з 1823 року
- брат Полікарпус Вітковський з 1824 року
- брат Гіларіон Долінкєвіч з 1824 року
- брат Циріллус Заблоцький з 1825 року
- брат Гіполітус Бутовіч з 1825 року
- брат Ґраціан Камінський з 1829 року
- брат Брокард Ковнацький з 1830 року
- брат Бруно Ґалінський з 1832 року

#### Вікарії
- брат Феліціанус Літвінський згадується як вікарій у 1799 році

- брат Станіслаус Ґаєвський згадується як вікарій у 1821 році
- брат Павел Поплавський, монах бернардин, вікарій у 1836 році
- отець Аньол Свірський вікарій у 1838 - 1845 роках

- отець Прімус Улевіч вікарій у 1847 році
- отець Фелікс Шмурлло вікарій у 1857 році
- отець Ян Юстицький вікарій у 1858 році
- отець Калікст Якубовіч вікарій у 1863 році
- отець Віктор Бориславський вікарій у 1863 - 1864 роках
- отець Томаш Мілковський вікарій у 1864 - 1865 роках
- отець Болеслав Урановіч вікарій у 1865 - 1867 роках
- отець Леопольд Тузінкєвіч вікарій у 1867 році
- отець Йосип Тележинський вікарій у 1867 - 1870 роках
- отець Мартін Конопко вікарій у 1871 році
- отець Владислав Нєдзєльський вікарій у 1872 - 1874 роках
- отець Скжишевський вікарій у 1875 - 1876 роках
- отець Сиґізмунд Звєйський вікарій у 1877 - 1878 роках
- отець Франц Войткевич вікарій у 1879 році
- отець Стефан Желенський вікарій у 1879 - 1880 роках

#### Касата кляштору
У 1832 році монастир кармелітів взутих в Топорищах був занесений до ряду католицьких монастирів Західного краю — теренів сучасних Латвії, Литви, Білорусі, Полісся, Волині та Поділля новозахоплених Росією — діяльність яких російська влада передбачала скасувати задля зменшення впливу католицизму і поступової русифікації цієї смуги земель від Латвії до Поділля. Після ліквідації 194 з 322 католицьких монастирів Західного краю указом Миколи І від 19 липня 1832 р. монастир кармелітів взутих у Топорищах припинив свою діяльність, будівлю покармелітського костелу Святої Теклі російська влада передала Православній Церкві. Гроші від продажу всього майна монастиря кармелітів, передали не у спільний допоміжний капітал римо-католицького духовенства, як було запропоновано генерал-губернатором щодо всіх скасованих монастирів, а у Житомирське повітове казначейство. 

#### Новий костел 1844 року
Католики топориської парафії вимушені були збирати кошти на побудову нового парафіяльного костелу, який збудували у 1844 році з дерева під титулом Святої Теклі, він продовжив виконувати функції парафіяльного храму.

#### Священники парафіяльного костелу Святої Теклі в Топорищах, які здійснювали службу після касати монастиря кармелітів взутих у 1832 році
- брат Павел Поплавський, монах бернардин, у 1836 році
- брат Фелікс Ґоздовський, монах бернардин, у 1836 році
- отець Аньол Свірський у 1838, настоятель храму у 1844 - 1846 роках

- отець Фаустин Єнджеєвський настоятель храму у 1847 - 1880 роках, декан овруцький у 1866 - 1873 роках
- отець Прімус Улевіч у 1847 році
- отець Фелікс Шмурлло у 1857 році
- отець Ян Юстицький у 1857 - 1858 році
- отець Ян Ґепке у 1858 році
- отець Калікст Якубовіч у 1863 році
- отець Віктор Бориславський у 1863 - 1864 роках
- отець Томаш Мілковський у 1864 - 1865 роках
- отець Болеслав Урановіч у 1865 - 1867 роках
- отець Леопольд Тузінкєвіч у 1867 році. Народився 1843 року в Ужачині Новоград-Волинської парафії в родині Леона та Вікторії з Волянських.   Повністю відреставрував берестецький костел Святої Трійці. Похований на парафіяльному цвинтарі   неподалік каплиці Рациборовських в Берестечку, де був настоятелем після Топорищ.
- отець Йосип Тележинський у 1867 - 1870 роках
- отець Мартін Конопко у 1871 році
- отець Владислав Нєдзєльський у 1872 - 1874 роках
- отець Скжишевський у 1875 - 1876 роках
- отець Сиґізмунд Звєйський у 1877 році
- отець Франц Войткевич у 1879 році
- отець Стефан Желенський у 1879 - 1880 роках
- отець Людвік Ґлембоцький настоятель храму у 1881 - 1884 роках
- отець Ян Карем настоятель храму у 1884 році
- отець Казимир Здрайковський настоятель храму у 1884 - 1886 роках
- отець Лукаш Сєржановський настоятель храму у 1886 - 1893 роках
- отець Шимон Пухальський настоятель храму у 1893 - 1897 роках
- отець Лонґін Шаґін настоятель храму у 1897 - 1900 та з перервою у 1901 роках. Після Топорищ служив у парафії Білилівка, де заклав таємну школу в хаті одного з селян села Юзвин, щоб місцеві польські діти могли навчитись писати і читати рідною мовою. Викладачкою була інша селянка Фелікса Требільська. Польську таємну школу в Юзвині російська влада викрила у 1908 році.
- отець Домінік Лаґовський настоятель храму у 1900 - 1901 роках
- отець Ян Кнюкшта настоятель костелу у 1901 - 1903 роках. Народився 1857 року. Мав литовське походження. В 1882 році закінчив відділення філософії та теології у Житомирській католицькій духовній семінарії і прийняв посвячення. Після Топорищ служив у парафіях в Рашкові, Балті та Кодимі. Розстріляний російськими більшовиками в 1920 році в Кодимі[4].

- отець Вінцентій Замлинський настоятель у 1903 - 1905 роках, вікарієм у 1904 - 1905 роках був отець Юзеф Красович
- отець Андрівс Кантинікс (також Анджей Кантинник, Андрій Кантиник, Каптиник, Коптинник) настоятель у 1905 - 1909 роках
- отець Юзеф Марія Уляницький настоятель у 1909 - 1912 роках
- отець Францішек Андрушевіч та о. Іґнацій Ляховіч тимчасові керівники у 1911 році
- отець Кароль Антоній Жих настоятель у 1912 - 1919 роках. Народився 1885 року, прийняв посвячення у 1909 році. Топорище покинув ще в 1919 і виїхав на захід, після чого костел стояв пусткою аж до весни 1920 року. Після Топорищ працював у Володимирі-Волинському.
- отець прелат Зиґмунт Хмельницький настоятель костелів у Топорищах і Горошках одночасно у 1920 році
- отець Іґнацій Романовський пробощ топориський та горошківський з кінця листопада 1920 року. Народився 1894 року в маєтку Лапча під Мозирем. Після закінчення гімназії в Петрикові вступив до духовної семінарії у Вільнюсі, через рік перевівся до духовної семінарії могилевської архідієцезії в Петербурзі. Приготування до капеланства закінчив у луцько-житомирській дієцезії і прийняв посвячення 15.X.1919. Був одним з трьох перших священників, які продерлись з вільної Польщі крізь кордон, щоб працювати серед місцевого польського населення. Працював у парафіях в Звягелі, Топорищах, Малині і Народичах. Як і попередній настоятель о. Зиґмунт Хмельницький, о. Іґнацій через брак священників одну неділю відправляв службу в Топорищах, на іншу неділю в Горошках. В 1925 році був вимушений втікати від неминучого арешту за кордон. Після 1925 року святиня зазнала профанації: костел наказали перенести до Коритищ і зробили в ньому "клуб".

## Парафія
Парафіяльний костел в Топорищах мав каплиці-філії у Горошках, Головині, Черняхові, Салах та Турчинці. 
У 1832 році парафія налічувала 1667 католиків. У 1857 році - 2797 католиків, у 1858 р. - 2822, у 1885 р. - 3724 парафіян, у 1894 р. - 3568, у 1908 р. - 5183, у 1913 р. - 5265, в 1921, а за іншими даними, в 1925 році - 5321 парафіян.
Під час перепису парафіян у 1857 році до парафії належало 54 села:
Інші села парафії, які не увійшли до перепису 1857 року:
Гута Ісаківська, Казимирівка, Рудня Котвична (нині частина Рудні-Шляхової).

### Парафія сьогодні
Сьогодні на території колишньої топорищенської парафії діють 5 мурованих костелів у Хорошеві, Черняхові, Слободі Фонтані (Нова Борова), Іршанську та Торчині. Релігійні громади у цих місцевостях, окрім Черняхова, відроджені у 1990-х роках після падіння комуністичного режиму завдяки зусиллям отця Ришарда Шміста з тарновської дієцезії, ректора католицької духовної семінарії Києво-Житомирської дієцезії.

## Метричні книги костелу Святої Теклі
Метричні книги є у відкритому доступі на сторінці Вікіджерел:
Метрична книга 1792 - 1825 років — шлюби
Метрична книга 1821 - 1826 років — смерть
Метрична книга 1830 року — народження, шлюби, смерть
Метрична книга 1831 року — народження, шлюби, смерть
Метрична книга 1836 року — народження, шлюби, смерть
Метрична книга 1838 року — народження, шлюби, смерть
Метрична книга 1839 року — народження
Метрична книга 1840 року — народження, шлюби, смерть
Метрична книга 1844 року — народження, шлюби смерть
Метрична книга 1845 року — народження, шлюби, смерть
Метрична книга 1846 року — народження, шлюби, смерть
Метрична книга 1847 року — народження, шлюби, смерть
Метрична книга 1848 року — народження, шлюби, смерть
Метрична книга 1851 року — народження, шлюби, смерть
Сповідальні розписи 1853 року (перепис всього католицького населення парафії)
Метрична книга 1854 року — народження, шлюби, смерть
Метрична книга 1857 року — народження, шлюби, смерть
Метрична книга 1858 року — народження, шлюби, смерть
Метрична книга 1859 року — народження, шлюби, смерть
Метрична книга 1863 - 1882 років — народження
Метрична книга 1883 - 1899 років — народження
Метрична книга 1863 - 1899 років — шлюби
Метрична книга 1863 - 1872 років — смерть
Метрична книга 1900 - 1908 років — народження, шлюби, смерть
Метрична книга 1909 - 1916 років — народження, шлюби, смерть
Метрична книга 1917 - 1920 років — народження (1917 - 1920), шлюби (1917 - 1918), смерть (1917)

## Зовнішні посилання
https://www.youtube.com/watch?v=lJ6wFM4eUCk [Архівовано 12 жовтня 2020 у Wayback Machine.] — запис цілої меси у кармелітському риті відправленої в Ейлсфорді